# Hydroptila kalonichtis
Hydroptila kalonichtis är en nattsländeart som beskrevs av Malicky 1972. Hydroptila kalonichtis ingår i släktet Hydroptila och familjen smånattsländor. Inga underarter finns listade i Catalogue of Life.